# Martin av Tours
Martin av Tours, (latin Sanctus Martinus Turonensis, svenska Sankt Mårten) född cirka 316 i Savaria, Pannonien, död 8 november 397 i Candes, Gallien, begravd 11 november, var klostergrundare och biskop. Martin av Tours vördas som helgon i Romersk-katolska kyrkan och är bland annat Frankrikes nationalhelgon. Sankt Martins minnesdag, Martinsdagen, firas den 11 november, och kvällen innan firas bland annat som "Mårten gås".

## Biografi
Martin föddes i Pannonien i dagens Ungern. Han växte upp i en kristen miljö och förberedde sig för dop vid 10 års ålder även om hans föräldrar var hedningar. Hans far var officer i romerska rikets armé och tvingade sonen att följa i hans fotspår där han gjorde snabb karriär.
Han lät döpa sig vid arton års ålder efter att ha fått en uppenbarelse: Han och hans kamrater mötte en tiggare som var frusen, eftersom han inte hade några pengar tog han sin mantel och delade den i två och gav tiggaren halva trots att hans kamrater hånade honom. På natten såg han hur Jesus hade den halva manteln på sig och sade till de änglar han hade omkring sig att han fått den av Martin, som ännu inte var döpt. När han vaknade på morgonen var manteln hel och han lät döpa sig. Mantel heter pallium på latin, och ur legenden kommer begreppet palliativ vård. Martins delning av sin mantel brukar beskrivas som den första palliativa handlingen.
Han var stationerad i Gallien när han lämnade hären, eftersom den stred även mot kristna. Han vägrade att ta emot krigsbyte och sa att han tog avsked eftersom han bara kunde lyda Kristus. Han fängslades för feghet men erbjöd sig att ställa sig mellan härarna endast med ett kors. Han släpptes efter kriget och blev munk i Poitiers.
För att omvända befolkningen till kristendomen gjorde Martin många missionsresor genom västra och centrala Frankrike. Dessa resor gjorde honom populär, och 371 utsågs han till biskop av Tours. Han vägrade dock leva i staden och grundade istället ett kloster utanför stadsmurarna. Klostret blev känt under sitt latinska namn Maius monasterium (”Det större klostret”) vilket senare på franska blev Marmoutier. Under Franska Revolutionen stängdes klostret i Marmoutier och senare blev det en skola där. Hans biografi nedtecknades av den samtida hagiografen Sulpicius Severus.
I bland annat Skåne och stora delar av Tyskland högtidlighålls Martinsdagen genom den traditionella Mårtensafton. Enligt en legend gömde Martin sig bland gäss för att slippa bli biskop i staden Tours. I samband med detta kacklade gässen och avslöjade honom och han blev ändå biskop. Gässen äts således som straff för att dessa avslöjade honom. Händelsen lär ha utspelat sig den 11 november 371.
En alternativ sägen berättar att invånarna i Tours använde list för att locka fram Martin: Rusticus skall ha känt till Martins gömställe, och bad honom besöka hans svårt sjuka fru. Eftersom Martin var hjälpsam tog han sina saker och följde med Rusticus hem. Vid ankomsten lär han ha varit väldigt smutsig efter att under en längre tid ha bott i en gåsastall.
Martin av Tours byggde upp klosterväsendet i Frankrike efter egyptisk modell men med inslag av mission på landsbygden. När merovingern och frankerkungen Klodvig I kristnades tog han Martin av Tours till skyddshelgon vilket bland annat ledde till att han fortfarande räknas som Frankrikes skyddshelgon.